# Diecezja Mahajanga
Diecezja Mahajanga – diecezja rzymskokatolicka na Madagaskarze, powstała w 1923 jako wikariat apostolski Majunga. Ustanowiona diecezją w 1955. Pod obecną nazwą od 1989.

## Biskupi diecezjalni
Biskupi
- bp Zygmunt Robaszkiewicz (od 2023)
- bp Roger Victor Rakotondrajao (2010–2018)
- bp Joseph Ignace Randrianasolo (1999–2010)
- abp Michel Malo, Ist. del Prado (1996–1998)
  - kard. Armand Gaétan Razafindratandra (1989–1994)
- bp Jean David, C.S.Sp. (1955–1978)

Wikariusze apostolscy Majunga
- bp Jean David, C.S.Sp. (1954–1955)
- bp Jean Batiot, C.S.Sp. (1947–1953)
- abp Jean Wolff, C.S.Sp. (1941–1947)
- bp Paul-Auguste-Marie Pichot, C.S.Sp. (1923–1940)